# Развој рекорда европских првенстава у атлетици у дворани — бацање кугле за жене
Рекорди европских првенстава у бацању кугле у дворани воде се од  1. Европског првенства у дворани одржаном у Бечу 1970 године.
Актуелни рекордерка европских првенства је Хелена Фибингерова из Чехословачке са рекордом од 21,46 м постигнутим у Сан Себастијану на Европском првенству 1977 године. Рекод ни после 43 године закључно са Европским првенством 2019. није оборен.
Напомена: Неке википедије у рекорде и освојене медаље европских првенстава рачинају и резултате постигнуте на Европским играма у дворани (1966—1969) које су биле претече европских првенстава у дворани. Пошто Европска атлетска асоцијација (ЕАА) у својим статитичким билтенима пред свако првенство (те резултате и медаље не уноси у укупан збир), они ни овде нису приказани.
Ово је преглед рекорда европских првенстава у дворани у бацању кугле за жене. Резултати су дати у метрима.

## Развој рекорда европских првенстава у атлетици у дворани — бацање кугле за жене
| Резултат (м) | Име                | Дат. рођ.           | Земља           | Место                   | Датум          | ЕП           | Детаљи |
| ------------ | ------------------ | ------------------- | --------------- | ----------------------- | -------------- | ------------ | ------ |
| 18,60        | Надежда Чижова     | 25. септембар 1945. | Совјетски Савез | Беч, Аустрија           | 10. март 1970. | 1. ЕПд 1970. | СРд    |
| 18,70        | Надежда Чижова     | 25. септембар 1945. | Совјетски Савез | Софија, Бугарска        | 8. март 1971.  | 2. ЕПд 1971. | СРд    |
| 20,75        | Хелена Фибингерова | 13. јул 1949.       | Чехословачка    | Гетеборг, Шведска       | 9. март 1974.  | 4. ЕПд 1973. | СРд    |
| 21,46        | Хелена Фибингерова | 13. јул 1949.       | Чехословачка    | Сан Себастијан, Шпанија | 13. март 1977. | 8. ЕПд 1977. | [ 5 ]  |